# كريستال غريب
كريستال كيران غريب (بالإنجليزية: Krystal Kiran Gari)‏ (من مواليد 31 أغسطس 1984 في بينتيكتون، كندا) هي مغنية وراقصة ومخرجة أفلام ومنتجة ومصممة رقصات ومحسنة كندية.

## روابط خارجية
- كريستال غريب على موقع IMDb (الإنجليزية)
- كريستال غريب على موقع قاعدة بيانات الفيلم (الإنجليزية)